# Gent de Polop
Gent de Polop (GdP) es un partido político español de ámbito local en la localidad alicantina de Polop de la Marina.
Fue fundado por su actual líder, José Berenguer, el 1 de abril del año 2003 (según su Acta Fundacional). Desde su fundación, se ha presentado a todos los comicios que han tenido lugar en Polop de la Marina a nivel local.
Se presentó por primera vez a unas Elecciones en las Elecciones Municipales de 2003. Logró 223 votos y 2 concejales en la Corporación Municipal (José Berenguer y Mª José Fuster). El Partido Popular logró la mayoría absoluta (6 concejales) y el PSPV-PSOE obtuvo 3.
Repitió candidatura en las Elecciones Municipales de 2007. En estos comicios obtuvo 427 votos y 3 concejales (uno más que en 2003) en la Corporación Municipal (José Berenguer, Mª José Fuster y José Oscar Ripoll). El Partido Popular obtuvo 6 concejales (los mismos que en 2003) y el PSPV-PSOE 2 concejales (uno menos que en 2003).